# Комптон (лунный кратер)
Кратер Комптон (лат. Compton) — большой ударный кратер в северном полушарии обратной стороны Луны. Название присвоено в честь американских физиков Артура Комптона (1892—1962) и Карла Тейлора Комптона (1887—1954); утверждено Международным астрономическим союзом в 1970 году. Образование кратера относится к раннеимбрийскому периоду.

## Описание кратера

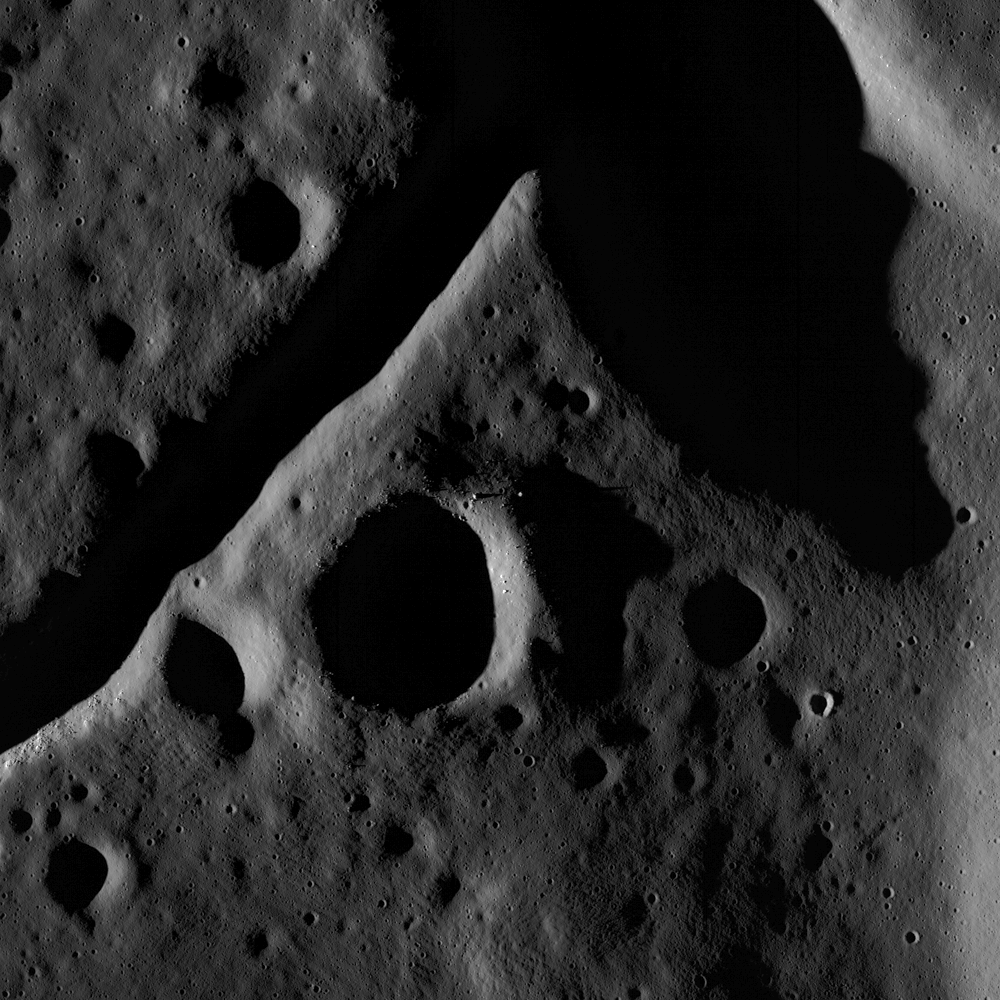
Центральный пик и борозда в чаше кратера Комптон. Снимок зонда Lunar Reconnaissance Orbiter. Ширина снимка около 1720 м

Ближайшими соседями кратера Комптон являются кратер Белькович на северо-западе; кратер Дэган на севере и кратер Сван на юго-востоке. На западе от кратера Комптон находится Море Гумбольдта. Селенографические координаты центра кратера 55°52′ с. ш. 104°03′ в. д. / 55,86° с. ш. 104,05° в. д., диаметр 164,6 км, глубина 3 км.
Кратер Комптон имеет полигональную форму, значительно разрушен за длительное время своего существования. Вал с массивным внешним склоном, ширина которого в значительной степени меняется по периметру кратера, сглажен. Внутренний склон вала сохранил остатки террасовидной структуры. Высота вала над окружающей местностью составляет от 1300 м в северной до 4100 м в южной части. Дно чаши переформировано потоками лавы и имеет альбедо меньшее чем окружающая местность. В кратере имеется система борозд расположенная в основном в северо-западной части чаши. В районе борозд расположено четыре области тёмных пирокластических отложений диаметром от 6 до 15 км. В центре чаши расположена массивная группа центральных пиков высотой до 2700 м, окружённая полукольцом одиночных холмов расположенных по окружности с диаметром в половину диаметра дна чаши.

## Сателлитные кратеры
| Комптон | Координаты                                              | Диаметр, км |
| ------- | ------------------------------------------------------- | ----------- |
| E       | 55°22′ с. ш. 113°14′ в. д. / 55,37° с. ш. 113,24° в. д. | 17,8        |
| R       | 52°31′ с. ш. 91°04′ в. д. / 52,52° с. ш. 91,06° в. д.   | 34,4        |
| W       | 58°35′ с. ш. 96°36′ в. д. / 58,58° с. ш. 96,6° в. д.    | 15,4        |

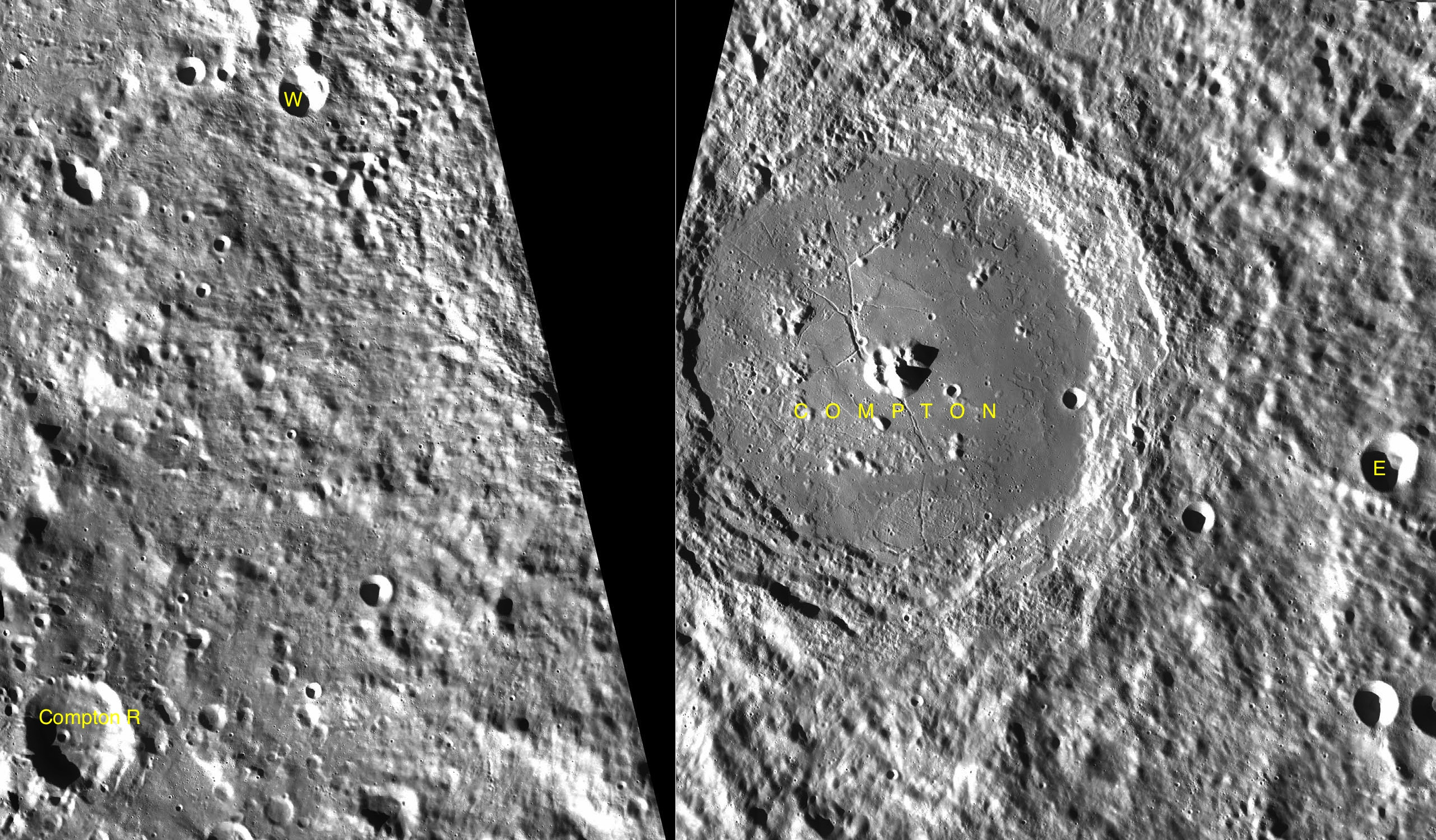
Фрагменты карт LAC-15, LAC-16

- Образование сателлитного кратера Комптон R относится к нектарскому периоду[1].